# 瑞安·惠特尼
瑞安·惠特尼（英語：Ryan Whitney，1983年2月19日—），美国男子冰球运动员，场上位置是后卫。他曾代表美国国家队参加2010年冬季奥林匹克运动会冰球比赛，获得一枚银牌。